# Michael Bramos
Michalīs Antōnīs Mpramos, comunemente conosciuto come Michael Bramos (in greco Μιχάλης Αντώνης Μπράμος?; Harper Woods, 27 maggio 1987), è un ex cestista statunitense naturalizzato greco, guardia o ala piccola della Reyer Venezia in Serie A.
Nel corso della propria carriera ha vinto due Campionati greci (2012-13 e 2013-14) e due Coppe di Grecia (2012-13 e 2013-14) con il Panathīnaïkos, due Campionati italiani (2016-17 e 2018-19), una Coppa Italia (2020) e una FIBA Europe Cup (2017-18) con la Reyer Venezia, ed ha preso parte ad EuroBasket 2011, Qualificazioni Olimpiche 2012 ed EuroBasket 2013 con la Nazionale greca.

## Carriera
Cresciuto cestisticamente in NCAA con la squadra di Miami RedHawks, firma il primo contratto professionistico nel 2009 per i greci del Peristeri BC Atene, con cui realizza 8,9 punti e 2,2 rimbalzi di media.
L'anno successivo passa a Gran Canaria, dove resta due stagioni segnando 9,3 punti di media. Il 3 luglio 2012 viene ingaggiato dal Panathinaikos con un contratto i cui primi due anni sono garantiti. Con i greci vince un campionato e una Coppa di Grecia, ma al termine del secondo anno viene tagliato. Durante la Summer League 2014 subisce un infortunio che gli fa perdere tutta la stagione.
Il 28 agosto 2015, dopo aver preso parte al raduno della Reyer Venezia e sostenuto i dovuti controlli medici, firma un contratto con i veneti. Il 28 giugno 2016 rinnova per un'altra stagione con la squadra orogranata, con la quale vince il campionato nella stagione 2016/2017 e quello del 2018/2019.
Il 1º giugno 2023, in un comunicato congiunto con la Reyer Venezia, annuncia il suo ritiro dal basket giocato.

## Statistiche

### NCAA
| Anno      | Squadra        | PG  | PT | MP   | TC%  | 3P%  | TL%  | RP  | AP  | PRP | SP  | PP   |
| --------- | -------------- | --- | -- | ---- | ---- | ---- | ---- | --- | --- | --- | --- | ---- |
| 2005-2006 | Miami RedHawks | 29  | 5  | 19,0 | 45,5 | 34,3 | 76,6 | 3,0 | 0,9 | 0,4 | 0,5 | 5,3  |
| 2006-2007 | Miami RedHawks | 33  | 31 | 31,9 | 40,5 | 36,8 | 83,2 | 3,7 | 2,3 | 1,4 | 1,2 | 11,2 |
| 2007-2008 | Miami RedHawks | 28  | 26 | 34,7 | 43,5 | 36,3 | 84,1 | 3,9 | 1,2 | 1,3 | 1,5 | 16,3 |
| 2008-2009 | Miami RedHawks | 30  | 30 | 35,2 | 40,2 | 35,7 | 83,3 | 4,1 | 1,7 | 1,0 | 1,1 | 17,9 |
| Carriera  | Carriera       | 120 | 92 | 30,2 | 41,7 | 36,1 | 82,5 | 3,7 | 1,6 | 1,0 | 1,1 | 12,6 |

#### Massimi in carriera
- Massimo di punti: 36 vs Dayton (28 novembre 2007)[7]
- Massimo di rimbalzi: 10 vs Buffalo (8 marzo 2009)
- Massimo di assist: 7 vs Ball State (10 febbraio 2007)
- Massimo di palle rubate: 5 vs Ohio (21 gennaio 2007)
- Massimo di stoppate: 5 vs Central Michigan (9 febbraio 2008)
- Massimo di minuti giocati: 49 vs Western Michigan (12 febbraio 2008)

### Club

#### Campionato stagione regolare
| Stagione        | Squadra         | Competizione    | Partite | Partite | Partite | Statistiche tiro | Statistiche tiro | Statistiche tiro | Altre statistiche | Altre statistiche | Altre statistiche | Altre statistiche | Altre statistiche |
| Stagione        | Squadra         | Competizione    | Pres.   | Titol.  | Minuti  | Tiri da 2        | Tiri da 3        | Liberi           | Rimb.             | Assist            | Rubate            | Stopp.            | Punti             |
| --------------- | --------------- | --------------- | ------- | ------- | ------- | ---------------- | ---------------- | ---------------- | ----------------- | ----------------- | ----------------- | ----------------- | ----------------- |
| 2009-2010       | Peristeri       | A1 Ethniki      | 26      |         | 624     | 42/102           | 37/81            | 39/51            | 58                | 32                | 26                | 17                | 234               |
| 2010-2011       | Gran Canaria    | Liga ACB        | 34      | 4       | 621     | 34/85            | 42/110           | 26/31            | 75                | 33                | 21                | 10                | 220               |
| 2011-2012       | Gran Canaria    | Liga ACB        | 34      | 19      | 826     | 49/107           | 58/169           | 45/53            | 91                | 43                | 23                | 11                | 317               |
| 2012-2013       | Panathīnaïkos   | A1 Ethniki      | 26      |         | 565     | 31/49            | 45/105           | 17/24            | 80                | 50                | 14                | 7                 | 212               |
| 2013-2014       | Panathīnaïkos   | A1 Ethniki      | 26      |         | 534     | 23/45            | 33/88            | 20/27            | 59                | 41                | 21                | 2                 | 165               |
| 2015-2016       | Reyer Venezia   | Serie A         | 30      | 26      | 777     | 27/58            | 62/145           | 31/40            | 123               | 39                | 22                | 11                | 271               |
| 2016-2017       | Reyer Venezia   | Serie A         | 29      | 28      | 773     | 38/72            | 58/153           | 26/36            | 116               | 45                | 20                | 13                | 276               |
| 2017-2018       | Reyer Venezia   | Serie A         | 22      | 16      | 563     | 29/41            | 44/101           | 18/29            | 92                | 34                | 12                | 7                 | 208               |
| 2018-2019       | Reyer Venezia   | Serie A         | 29      | 27      | 779     | 36/73            | 62/137           | 20/26            | 107               | 49                | 27                | 8                 | 278               |
| 2019-2020       | Reyer Venezia   | Serie A         | 21      | 20      | 579     | 28/60            | 44/109           | 22/32            | 56                | 18                | 9                 | 6                 | 210               |
| 2020-2021       | Reyer Venezia   | Serie A         | 17      | 14      | 437     | 16/32            | 42/100           | 17/26            | 55                | 24                | 11                | 4                 | 175               |
| 2021-2022       | Reyer Venezia   | Serie A         | 19      | 14      | 460     | 15/28            | 34/93            | 11/17            | 73                | 27                | 12                | 5                 | 143               |
| 2022-2023       | Reyer Venezia   | Serie A         | 24      | 15      | 512     | 21/46            | 38/92            | 16/22            | 41                | 17                | 13                | 8                 | 172               |
| Totale carriera | Totale carriera | Totale carriera | 337     |         | 8050    | 389/798          | 599/1483         | 308/414          | 1026              | 452               | 231               | 109               | 2881              |

#### Competizioni internazionali ULEB
| Stagione        | Squadra         | Competizione    | Partite | Partite | Partite | Statistiche tiro | Statistiche tiro | Statistiche tiro | Altre statistiche | Altre statistiche | Altre statistiche | Altre statistiche | Altre statistiche |
| Stagione        | Squadra         | Competizione    | Pres.   | Titol.  | Minuti  | Tiri da 2        | Tiri da 3        | Liberi           | Rimb.             | Assist            | Rubate            | Stopp.            | Punti             |
| --------------- | --------------- | --------------- | ------- | ------- | ------- | ---------------- | ---------------- | ---------------- | ----------------- | ----------------- | ----------------- | ----------------- | ----------------- |
| 2010-2011       | Gran Canaria    | Eurocup         | 12      | 1       | 260     | 18/40            | 11/47            | 12/14            | 22                | 13                | 7                 | 5                 | 81                |
| 2011-2012       | Gran Canaria    | Eurocup         | 6       | 1       | 120     | 8/16             | 4/23             | 8/11             | 15                | 6                 | 3                 | 0                 | 36                |
| 2012-2013       | Panathīnaïkos   | Eurolega        | 29      | 1       | 708     | 36/54            | 49/135           | 17/28            | 99                | 37                | 17                | 4                 | 236               |
| 2013-2014       | Panathīnaïkos   | Eurolega        | 28      | 4       | 631     | 19/44            | 41/110           | 17/25            | 88                | 24                | 14                | 7                 | 178               |
| 2015-2016       | Reyer Venezia   | Eurocup         | 16      | 13      | 433     | 15/29            | 40/93            | 9/15             | 67                | 26                | 8                 | 7                 | 159               |
| 2019-2020       | Reyer Venezia   | Eurocup         | 16      | 13      | 424     | 28/47            | 36/87            | 8/10             | 59                | 26                | 7                 | 5                 | 172               |
| 2020-2021       | Reyer Venezia   | Eurocup         | 9       | 6       | 205     | 8/17             | 26/47            | 9/9              | 27                | 10                | 2                 | 3                 | 103               |
| 2021-2022       | Reyer Venezia   | Eurocup         | 14      | 10      | 312     | 17/28            | 21/66            | 8/10             | 35                | 17                | 6                 | 4                 | 105               |
| 2022-2023       | Reyer Venezia   | Eurocup         | 12      | 8       | 241     | 6/12             | 23/50            | 4/5              | 32                | 9                 | 10                | 3                 | 85                |
| Totale carriera | Totale carriera | Totale carriera | 142     | 57      | 3338    | 155/287          | 251/658          | 92/127           | 444               | 168               | 74                | 38                | 1155              |

### Cronologia presenze e punti in Nazionale
| Cronologia completa delle presenze e dei punti in Nazionale - Grecia | Cronologia completa delle presenze e dei punti in Nazionale - Grecia | Cronologia completa delle presenze e dei punti in Nazionale - Grecia | Cronologia completa delle presenze e dei punti in Nazionale - Grecia | Cronologia completa delle presenze e dei punti in Nazionale - Grecia | Cronologia completa delle presenze e dei punti in Nazionale - Grecia | Cronologia completa delle presenze e dei punti in Nazionale - Grecia | Cronologia completa delle presenze e dei punti in Nazionale - Grecia |
| Data                                                                 | Città                                                                | In casa                                                              | Risultato                                                            | Ospiti                                                               | Competizione                                                         | Punti                                                                | Note                                                                 |
| -------------------------------------------------------------------- | -------------------------------------------------------------------- | -------------------------------------------------------------------- | -------------------------------------------------------------------- | -------------------------------------------------------------------- | -------------------------------------------------------------------- | -------------------------------------------------------------------- | -------------------------------------------------------------------- |
| 31/08/2011                                                           | Alytus                                                               | Grecia                                                               | 76 - 67                                                              | Bosnia ed Erzegovina                                                 | EuroBasket 2011 - 1ª fase a gruppi                                   | 10                                                                   |                                                                      |
| 1/09/2011                                                            | Alytus                                                               | Grecia                                                               | 81 - 61                                                              | Finlandia                                                            | EuroBasket 2011 - 1ª fase a gruppi                                   | 9                                                                    |                                                                      |
| 3/09/2011                                                            | Alytus                                                               | Grecia                                                               | 58 - 72                                                              | Macedonia del Nord                                                   | EuroBasket 2011 - 1ª fase a gruppi                                   | 0                                                                    |                                                                      |
| 4/09/2011                                                            | Alytus                                                               | Grecia                                                               | 71 - 55                                                              | Montenegro                                                           | EuroBasket 2011 - 1ª fase a gruppi                                   | 4                                                                    |                                                                      |
| 5/09/2011                                                            | Alytus                                                               | Grecia                                                               | 74 - 69                                                              | Croazia                                                              | EuroBasket 2011 - 1ª fase a gruppi                                   | 2                                                                    |                                                                      |
| 8/09/2011                                                            | Vilnius                                                              | Grecia                                                               | 68 - 60                                                              | Slovenia                                                             | EuroBasket 2011 - 2ª fase a gruppi                                   | 7                                                                    |                                                                      |
| 10/09/2011                                                           | Vilnius                                                              | Grecia                                                               | 67 - 83                                                              | Russia                                                               | EuroBasket 2011 - 2ª fase a gruppi                                   | 8                                                                    |                                                                      |
| 12/09/2011                                                           | Vilnius                                                              | Grecia                                                               | 73 - 60                                                              | Georgia                                                              | EuroBasket 2011 - 2ª fase a gruppi                                   | 0                                                                    |                                                                      |
| 15/09/2011                                                           | Kaunas                                                               | Grecia                                                               | 56 - 64                                                              | Francia                                                              | EuroBasket 2011 - Quarti di finale                                   | 2                                                                    |                                                                      |
| 16/09/2011                                                           | Kaunas                                                               | Grecia                                                               | 87 - 77                                                              | Serbia                                                               | EuroBasket 2011 - Spareggio 5º-8º posto                              | 6                                                                    |                                                                      |
| 17/09/2011                                                           | Kaunas                                                               | Grecia                                                               | 69 - 73                                                              | Lituania                                                             | EuroBasket 2011 - Finale 5º-6º posto                                 | 0                                                                    |                                                                      |
| 2/07/2012                                                            | Caracas                                                              | Grecia                                                               | 107 - 63                                                             | Giordania                                                            | Qual. Olimpiadi 2012 - Fase a gruppi                                 | 4                                                                    |                                                                      |
| 4/07/2012                                                            | Caracas                                                              | Grecia                                                               | 98 - 84                                                              | Porto Rico                                                           | Qual. Olimpiadi 2012 - Fase a gruppi                                 | 0                                                                    |                                                                      |
| 6/07/2012                                                            | Caracas                                                              | Grecia                                                               | 79 - 80                                                              | Nigeria                                                              | Qual. Olimpiadi 2012 - Quarti di finale                              | 4                                                                    |                                                                      |
| 4/09/2013                                                            | Capodistria                                                          | Grecia                                                               | 79 - 51                                                              | Svezia                                                               | EuroBasket 2013 - 1ª fase a gruppi                                   | 3                                                                    |                                                                      |
| 5/09/2013                                                            | Capodistria                                                          | Grecia                                                               | 80 - 71                                                              | Russia                                                               | EuroBasket 2013 - 1ª fase a gruppi                                   | 0                                                                    |                                                                      |
| 7/09/2013                                                            | Capodistria                                                          | Grecia                                                               | 84 - 61                                                              | Turchia                                                              | EuroBasket 2013 - 1ª fase a gruppi                                   | 6                                                                    |                                                                      |
| 8/09/2013                                                            | Capodistria                                                          | Grecia                                                               | 72 - 81                                                              | Italia                                                               | EuroBasket 2013 - 1ª fase a gruppi                                   | 0                                                                    |                                                                      |
| 9/09/2013                                                            | Capodistria                                                          | Grecia                                                               | 77 - 86                                                              | Finlandia                                                            | EuroBasket 2013 - 1ª fase a gruppi                                   | 4                                                                    |                                                                      |
| 12/09/2013                                                           | Lubiana                                                              | Grecia                                                               | 79 - 75                                                              | Spagna                                                               | EuroBasket 2013 - 2ª fase a gruppi                                   | 8                                                                    |                                                                      |
| 14/09/2013                                                           | Lubiana                                                              | Grecia                                                               | 65 - 73                                                              | Slovenia                                                             | EuroBasket 2013 - 2ª fase a gruppi                                   | 5                                                                    |                                                                      |
| 16/09/2013                                                           | Lubiana                                                              | Grecia                                                               | 88 - 92                                                              | Croazia                                                              | EuroBasket 2013 - 2ª fase a gruppi                                   | 7                                                                    |                                                                      |
| Totale                                                               |                                                                      | Presenze                                                             | 22                                                                   |                                                                      | Punti                                                                | 89                                                                   |                                                                      |

## Palmarès

### Club
- Campionato greco: 2

Panathinaikos: 2012-13, 2013-14
- Coppa di Grecia: 2

Panathinaikos: 2012-13, 2013-14
- Campionato italiano: 2

Reyer Venezia: 2016-17, 2018-19
- Coppa Italia: 1

Reyer Venezia: 2020
- FIBA Europe Cup: 1

Reyer Venezia: 2017-18

### Individuale
- MAC Player of the Year (2009)
- MAC First Team (2009)
- MAC Second Team (2008)